# Okose
Okose (szerbül: Окосе), település Szerbiában, a Raškai körzet Novi Pazar községében.

## Népesség
- 1948-ban 103 lakosa volt.
- 1953-ban 107 lakosa volt.
- 1961-ben 104 lakosa volt.
- 1971-ben 84 lakosa volt.
- 1981-ben 78 lakosa volt.
- 1991-ben 64 lakosa volt.
- 2002-ben 36 lakosa volt, akik közül 35 szerb (97,22%) és 1 montenegrói.